# Saccopteryx gymnura
Saccopteryx gymnura är en däggdjursart som beskrevs av Thomas 1901. Saccopteryx gymnura ingår i släktet Saccopteryx och familjen frisvansade fladdermöss. IUCN kategoriserar arten globalt som otillräckligt studerad. Inga underarter finns listade i Catalogue of Life.
Arten är med en underarmlängd av 33 till 35 mm minst i släktet Saccopteryx. Den har ljusbrun päls på ovansidan och de vitaktiga vågiga linjerna på varje sida av ryggens mitt är tydlig synliga. Pälsen på undersidan är ännu ljusare brun.
Denna fladdermus förekommer i regionen Guyana och i nordöstra Brasilien vid Amazonfloden. Habitatet utgörs av regnskogar. Där jagar arten ovanpå vattendrag eller över skogsgläntor efter insekter.